# Wilhelm von Dörnberg (Forstmeister)
Friedrich Wilhelm Carl Heinrich Freiherr von Dörnberg (* 5. Juli 1781 in Mansbach; † 21. Januar 1877 in Darmstadt) war ein hessischer Oberforstmeister, Politiker und Abgeordneter der 2. Kammer der Landstände des Großherzogtums Hessen.

## Leben
Wilhelm von Dörnberg war der Sohn des Hauptmanns in niederländischen Diensten Ferdinand Freiherr von Dörnberg (1752–1788) und dessen Ehefrau Wilhelmine, geborene von Mansfeld (1753–170).
Dörnberg, der evangelischen Glaubens war, heiratete am 5. April 1808 in Frankfurt am Main Marie Freiin von Malapert genannt von Neufville (1785–1871), die Tochter des Schöffen, Senators und Bürgermeisters in Frankfurt am Main Friedrich Wilhelm Freiherr von Malapert gen. von Neufville (1755–1818). Das Paar hatte zwei Söhne:
- Hermann (1813–1846) ⚭ 1843 Karoline von Schmerfeld (1822–1905)
- Philipp (1818–1858) ⚭ 1851 Hyma Gräfin von Innhausen und Knyphausen (1824–1860)

Er besuchte 1796 das Gymnasium Philippinum Weilburg und erhielt dort dann den ersten forst-praktischen Unterricht beim Oberförster Rauch. Er wurde 1801 durch Landgraf Ludwig X. zum Jagdjunker ernannt. Er machte eine forstwissenschaftliche Ausbildung an der Privatforstlehranstalt von Heinrich Cotta in Zillbach. 1802 wurde er Oberforstassessor und 1804 Assessor beim Oberforstkolleg in Darmstadt. Ab 1814 war er Oberforstmeister in Lorsch, 1824 Forstinspektor des Forstes Heppenheim, 1847 Landesjägermeister und 1852 Oberstforstmeister. 1864 trat er in den Ruhestand.
Er war Begründer des Waldfeldbaubetriebs in Hessen-Darmstadt. 1834 wurde er Mitglied der hessischen landwirtschaftlichen Vereine und 1855 Vizepräsident des landwirtschaftlichen Vereins der Provinz Starkenburg. 1870 wurde er zum Ehren-Vizepräsident ernannt.
Er war Fideikommissbesitzer und Erbküchenmeister in Hessen.
Von 1826 bis 1830 und erneut 1840 bis 1847 gehörte er der Zweiten Kammer der Landstände an. Er wurde für den Wahlbezirk Starkenburg 6/Lorsch gewählt.